# Zahirabad
Zahirabad är en stad i den indiska delstaten Telangana, och tillhör distriktet Medak. Folkmängden uppgick till 50 532 invånare vid folkräkningen 2011, med förorter 82 442 invånare.